# Marseille-Toulon-Marseille
Marseille-Toulon-Marseille est une ancienne course cycliste française, organisée de 1911 à 1950 entre Marseille, chef-lieu de la région Provence-Alpes-Côte d'Azur, préfecture du département des Bouches-du-Rhône et Toulon, chef-lieu du département du Var en région Provence-Alpes-Côte d'Azur également. 
Selon des sources différentes, citées en référence et en lien externe, les épreuves de 1912 et 1913 auraient été organisées par des clubs cyclistes différents.

## Palmarès
| Année      | Vainqueur         | Deuxième                | Troisième         |
| ---------- | ----------------- | ----------------------- | ----------------- |
| 1911       | Jules Berton      | Alfred Pellegrin        | L. Soler          |
| 1912 (UVF) | Jaime Mayol       | Peppino Bettini         | Emile Roumagoux   |
| 1912 (AVA) | Gaston Ducérisier | Henri Beyer             | Gabriel Jullien   |
| 1913 (UVF) | Jaime Mayol       | Pierre Domenge          | A. Perracchi      |
| 1913 (AVA) | Peppino Bettini   | ? Gleise                | Gaston Ducérisier |
| 1914       | Gabriel Figuet    | Marcel Gabarrot         | Gustave Ganay     |
| 1915       | Joseph Curtel     | Adrien Allibert         | Ahmed Brazzi      |
| 1919       | Gustave Ganay     | Maxime Reynaud          | Maurice Adam      |
| 1920       | Gustave Ganay     | Pierre Domenge          | Ahmed Brazzi      |
| 1921       | André Blanc       | Eugène Breton           | Jean Pélissier    |
| 1923       | Adrien Allibert   | Gaston Ducérisier       | Jean Bandaccari   |
| 1924       | Joseph Curtel     | André Villevielle       | Louis Roggeri     |
| 1925       | Joseph Curtel     | François Urago          | 19 ex-aequo       |
| 1927       | Adrien Allibert   | Honoré ou Jacques Paris | Jean Quetglas     |
| 1928       | Antoine Ciccione  | Gaspard Rinaldi         | Marius Guiramand  |
| 1930       | Joseph Pisani     | Clotaire Martini        | Joseph Di Maio    |
| 1931       | Louis Aimar       | Joseph Curtel           | Félix Teston      |
| 1933       | Fernand Cornez    | René Vietto             | Marcel Mihière    |
| 1936       | Adrien Cento      | Sigismond Albaladejo    | Raymond Rege      |
| 1937       | Clément Bistagne  | Henri Lautier           | Amédée Rolland    |
| 1938       | Joseph Magnani    | Gaetan Nardelly         | Isidore Montalban |
| 1939       | Benoît Faure      | Pierre Cogan            | ?                 |
| 1941       | Paul Néri         | Alexandre Barbaroux     | Albert Fabre      |
| 1942       | Pierre Canavèse   | Paul Néri               | Joseph Berrini    |
| 1943       | Joseph Berrini    | Lovera                  | Isidore Montalban |
| 1944       | Paul Néri         | Raoul Rémy              | Totan ou Toran    |
| 1945       | Victor Pernac     | Maurice Kallert         | Raphaël Géminiani |
| 1946       | Henri Bonnet      | Émile Daniel            | Marius Bonnet     |
| 1949       | Paul Matteoli     | Marcel Ranc             | Jean Lerda        |
| 1950       | Jean Dotto        | Georges Galliano        | E. Perez          |